# Pseudopodabrus kubani
Pseudopodabrus kubani es una especie de coleóptero de la familia Cantharidae.

## Distribución geográfica
Habita en Yunnan (China).